# Налимова, Валентина Фёдоровна
Валентина Фёдоровна Налимова (1929 — 2014) — советский передовик дорожно-строительного производства. Герой Социалистического Труда (1977).

## Биография
Родилась в селе Быстрый Исток, Быстроистокского района Алтайского края в рабочей семье.
В 1942 году, в 13-летнем возрасте, после смерти отца, В. Ф. Налимова начала трудовую деятельность — курьером в пароходстве. Позже работала сборщиком живицы в тайге в Алтайском химлесхозе.
В 1959 году семья В. Ф. Налимовой переехала в город Тулун Иркутской области и она начала работать — рабочей в бригаде асфальтировщиков Тулунского дорожно-строительного управления. С 1963 года В. Ф. Налимова возглавила бригаду по укладке асфальтированной смеси Тулунского дорожно-строительного управления Иркутскавтодора.
Бригада В. Ф. Налимовой укладывала асфальт на таких важных трассах, как Красноярск — Иркутск, Тулун — Иркутск, Тулун — Братск. Также её бригада занималась асфальтированием дорог в самом городе Тулуне. Бригада под руководством В. Ф. Налимовой социалистические обязательства выполняла ранее установленных сроков с перевыполнением плана на — 105 процентов.
В 1971 и в 1974 годах Указом Президиума Верховного Совета СССР «за выдающиеся успехи достигнутые в труде» В. Ф. Налимова награждалась Орденом Знак Почёта и Орденом Ленина.
13 мая 1977 года Указом Президиума Верховного Совета СССР «за выдающиеся успехи, достигнутые в выполнении плановых заданий на 1976 год и принятых социалистических обязательств» Валентина Фёдоровна Налимова был удостоена звания Героя Социалистического Труда с вручением Ордена Ленина и золотой медали «Серп и Молот».
В 1984 году В. Ф. Налимова ушла на заслуженный отдых, проживала в городе Тулун.
Скончалась 29 марта 2014 года.

## Награды
- Медаль «Серп и Молот» (13.05.1977)
- Орден Ленина (28.02.1974, 13.05.1977)
- Орден Знак Почёта (4.05.1871)

### Звания
- Почётный гражданин Тулунского района (2012)